# Championnats panaméricains de BMX 2025
Navigation
Édition précédente Édition suivante
Les championnats panaméricains de BMX 2025 ont eu lieu le 5 avril 2025 à Chillán au Chili.

## Podiums
| Épreuves               | Or             | Argent             | Bronze                  |
| ---------------------- | -------------- | ------------------ | ----------------------- |
| Épreuves masculines    |                |                    |                         |
| Élites hommes          | Diego Arboleda | Gonzalo Molina     | Pedro Queiroz           |
| Moins de 23 ans hommes | Gianni Daddona | Daniel Tamayo      | Juan Espinosa Cervantes |
| Juniors hommes         | Bruno de Souza | Kaue De Souza Leal | Valentino Vallejo       |
| Épreuves féminines     |                |                    |                         |
| Élites femmes          | Paola Reis     | Doménica Azuero    | Valentina Muñoz         |
| Moins de 23 ans femmes | Sharid Fayad   | Natalia Mendieta   | Keiley Shea             |
| Juniors femmes         | Alexis Alden   | Alma Piñeiro       | Mariana Sainea          |